# Illinka (obwód odeski)
Illinka – wieś na Ukrainie, w obwodzie odeskim, w rejonie bielajewskim. W 2001 roku liczyła 1342 mieszkańców.